# 董勤
董勤（1964年7月—），汉族，籍贯浙江奉化，在职大学，高级会计师，1983年8月参加工作，2000年12月加入中国共产党。现任上海市国有资产监督管理委员会党委副书记。

## 个人简历
曾任上海良友新港储运有限公司党委书记、总经理。
2010年10月，通过公开招聘，拟任上海良友（集团）有限公司总经理。
2015年5月，光明食品集团与上海良友联合重组，董勤任总裁、党委副书记。
2017年7月，调任上海市国有资产监督管理委员会党委副书记。